# Грабник (Солонковская сельская община)
Грабник (укр. Грабник) — село в Солонковской сельской общине Львовского района Львовской области Украины.
Население по переписи 2001 года составляло 23 человека. Занимает площадь 0,06 км². Почтовый индекс — 81139. Телефонный код — 3230.